# باشگاه فوتبال تاج تهران در فصل ۱۳۳۱
باشگاه فوتبال تاج تهران در فصل ۱۳۳۱ این فصل، هفتمین فصل حضور تیم تاج، که امروزه با نام استقلال شناخته می‌شود در فوتبال ایران بود. تاج در این فصل برای دومین بار فاتح رقابت‌های قهرمانی باشگاه‌های تهران شد.

## پیش زمینه
تیم تاج تهران در این سال گوی سبقت را از تیم شاهین تهران ربود و عنوان قهرمانی باشگاه‌های تهران را به دست آورد. محمد خاتمی بازیکن بزرگ و کاپیتان ارزنده تاج و تیم ملی در این سال جام قهرمانی باشگاه‌های تهران را به دست آورد و از فوتبال خداحافظی کرد. ضمن اینکه در تاریخ ۸ بهمن ۱۳۳۱ طبق دستور محمدرضا پهلوی، شاه ایران، یک ساختمان واقع در خیابان قوام‌السلطنه تهران در اختیار باشگاه تاج قرار گرفت.

## اعضای باشگاه

### بازیکنان
بازیکنانی که در این سال برای تیم تاج به میدان رفتند عبارت بودند از: پیر کارلو، عباس ممتحن، محمد ساوجی، مهدی صفری، رضا زمینی، عارف قلی‌زاده، حسین مقیمی، حسین سرودی، خسرو هورشید، محمد محسنی، امیر خلیلی، علی دانایی‌فرد، اصغر جدیکار، ناصر ملکی، محمود بیاتی، محمد خاتمی، ژرژ مارکاریان، نادر افشارعلوی‌نژاد، بیوک جدی‌کار، پرویز کوزه‌کنانی، فریدون مهدیون.

## مرور فصل

### جام باشگاه‌های تهران
این مسابقات در سال ۱۳۳۱ به صورت دوره‌ای ۵ جانبه برگزار شد. با افول تیم دارایی تهران در این سال‌ها، رقابت اصلی میان تاج تهران و شاهین تهران بود و بازی حساس دو تیم به تساوی رسد اما تیم تاج با برتری در سایر دیدارها عنوان قهرمانی را کسب کرد.

## رقابت‌ها

### جام باشگاه‌های تهران
منبع
| ۲۳ دی ۱۳۳۱ ۱ | تاج تهران | v | دارایی تهران | تهران                 |
|              |           |   |              | ورزشگاه: امجدیه تهران |

| ۳۰ دی ۱۳۳۱ ۲ | تاج تهران | v | تهران‌جوان | تهران                 |
|              |           |   |           | ورزشگاه: امجدیه تهران |

| ۸ اسفند ۱۳۳۱ ۳ | تاج تهران | ۶–۰ | شرق تهران | تهران                 |
|                |           |     |           | ورزشگاه: امجدیه تهران |

| ۱۵ اسفند ۱۳۳۱ ۴ | تاج تهران | ۲–۲ | شاهین تهران | تهران                 |
|                 |           |     |             | ورزشگاه: امجدیه تهران |

## سایر ورزش‌ها
- تیم بسکتبال تاج عنوان قهرمانی رقابت‌های قهرمانی باشگاه‎های تهران را به دست آورد.
- تیم وزنه‌برداری تاج عنوان قهرمانی باشگاه‌های تهران را به دست آورد.

منبع